# Te Hoiere / Pelorus River
Der Te Hoiere / Pelorus River ist ein Fluss in der Region Marlborough auf der Südinsel von Neuseeland.

## Namensherkunft
Der Pelorus River sowie der Pelorus Sound / Te Hoiere bekamen ihren Namen im September 1838 von dem Leutnant Phillip Chetwode verliehen, der nach seiner Anlandung und Erforschung des Gebiets Sound und Fluss nach dem Schiff HMS Pelorus benannte, auf dem er segelte. Die Māori nennen den Fluss Te Hoiere. Im August 2014 wurde der Fluss offiziell auf seinen heutigen Namen umbenannt.

## Geographie
Der Te Hoiere / Pelorus River entspringt an der östlichen Flanke eines Gebirgszugs zwischen dem 1,8 km südsüdöstlich gelegenen 1420 m hohen Ada Flat und dem 1,85 km westnordwestlich gelegenen 1544 m hohen Slaty Peak. Alle sind Teil der Richmond Range. Von seiner Quelle aus fließt der noch junge Fluss zunächst 2,5 km in östliche Richtung, um dann nach Norden und weiter ein kurzes Stück nach Nordnordosten zu schwenken. Auf ca. die Hälfte seine insgesamt 67 km langen Weges fließt der Te Hoiere / Pelorus River dann bis zu seiner Mündung rund 1,4 km nördlich von Havelock in den Pelorus Sound / Te Hoiere in einer bevorzugten Ostnordöstlichen Richtung. Rund 5 km vor seiner Mündung in den Sound teilt sich der Fluss in zwei Arme auf, die bis zu einer Entfernung von rund 1 km auseinanderliegen. Doch zur Mündung in den Sound treffen sich die beiden Arme wieder in dem Kaikumera Bay bezeichneten Zusammenfluss.
Rund 16 km westsüdwestlich des Mündungsbereiches des Te Hoiere / Pelorus River erreicht an der Pelorus Bridge der New Zealand State Highway 6 den Fluss und begleitet ihn von dort an bis zu seiner Mündung rechtsseitig.
Linksseitig trägt der Rai River bei der Pelorus Bridge seine Wässer zu und rund 8 km östlich stößt der Wakamarina River rechtsseitig auf den Te Hoiere / Pelorus River.

## Nutzung des Flusses
Der Fluss ist im Oberlauf ein beliebtes Revier für Wildwasserkajakfahren und Angeln. Von der Pelorus Bridge aus gibt es einige Wandertouren entlang des Flusses.